# 阿尼瑪
阿尼玛（英文：Anima），是卡尔·荣格提出的分析心理学中的名词。阿尼玛是男人心中的完美女人形象，是男人心灵当中的女性成分，有着男性认为女性当中所有好的特点，每个男人心中的阿尼玛都是不一样的，当他遇到和自己心中阿尼玛非常相像的女性时，会迅速产生爱慕之情。
荣格在分析人的集体无意识的时候，发现无论男女，潜意识里都有一个异性形象存在，男性心中的女性形象为阿尼玛，女性心中的男性形象为阿尼姆斯（英文：Animus），两者又可以翻译为“女性潜倾”和“男性潜倾”。
人格面具是我们展示给外人的形象，而阿尼玛和阿尼姆斯则是我们的内貌。

## 发展阶段
荣格认为，阿尼玛的发展有四个不同的爱神阶段，分别是夏娃、特洛伊的海伦、圣母玛利亚和索菲亚。从广义上讲，男人的整个阿尼玛发展过程是关于男性主体向情感开放，从而通过创造一种新的意识范式，包括直观的过程、创造力和想象力，以及对自己和他人的心理敏感性。

### 夏娃 - 欲望的对象，营养、安全和爱的提供者
夏娃以创世纪对亚当和夏娃的描述命名，涉及一个人欲望对象的出现。如果没有女人，这个阿尼玛层面的男人就无法很好地生活，更有可能被想象中的阿尼玛所控制。

### 海伦 - 世俗的成就者，聪明而有才华
海伦是希腊神话中对特洛伊海伦的转化，在这个阶段，女性被认为能够获得世俗的成功，能够自力更生、聪明和有洞察力，即使不是完全有德行。第二阶段旨在表现出商业和传统技能的分裂，缺乏内部的美德、信仰或想象力。

### 玛利亚 - 正义和美德的典范
第三阶段是玛利亚，以耶稣的母亲圣母玛利亚的基督教神学理解命名。在这个层面上，女人可以拥有美德，不会有意识地做出不道德活动。

### 索菲亚 - 聪明和完全的人性平等
阿尼玛发展的第四个也是最后一个阶段是索菲亚，以希腊语中的智慧（Sophia）命名。这是的女性能够被视为具有积极和消极品质的特定个体，并与之相关，这个最终水平最重要的方面是，正如拟人化智慧所表明的那样，阿尼玛现在已经发展到足够让任何单个物体能够完全和永久地包含与之相关的内容。